# George Erskine

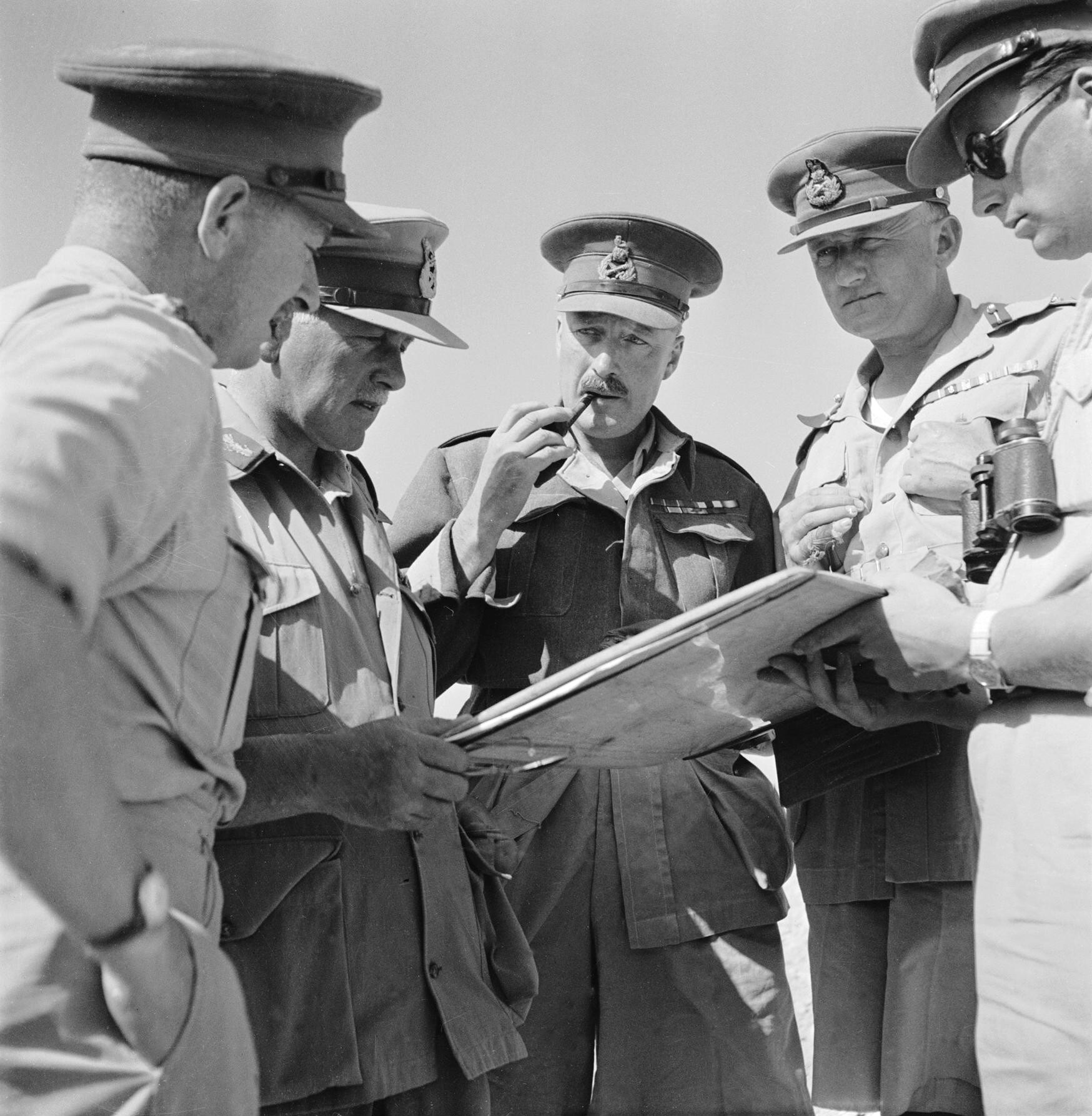
Gen. George Erskine (po lewej) z dowódcą brytyjskiej 8 Armii gen. Neilem Ritchiem (w środku, z fajką) i innymi oficerami w Afryce Północnej, 31 maja 1942 r.

George Watkin Eben James Erskine (ur. 23 sierpnia 1899 w Hascombe, zm. 29 sierpnia 1965 w Rusper) – brytyjski wojskowy, uczestnik obu wojen światowych, generał, najbardziej znany z dowodzenia 7 Dywizją Pancerną w latach 1943–1944. Prowadził także działania wojsk brytyjskich podczas tłumienia powstania Mau Mau w latach 1952–1955.

## Wczesne lata i I wojna światowa
Erskine był synem generała dywizji George'a Elphinstone'a Erskine'a i jego drugiej żony, Evie Constance Sarah, córki pastora Ebenezera Wooda Edwardsa. Był potomkiem znanego XVIII-wiecznego prawnika Johna Erskine'a z Carnock.
Erskine kształcił się w Charterhouse School, a następnie wstąpił do Royal Military College w Sandhurst i został powołany na stanowisko podporucznika w Królewskim Korpusie Strzelców w 1918 r. Służył w końcowym okresie I wojny światowej we Francji i Belgii, po czym uczęszczał do Staff College w Camberley od 1929 do 1930 r. W latach 30. służył w Indiach, ale wrócił do Wielkiej Brytanii w 1937 r., by zostać zastępcą kwatermistrza generalnego Dowództwa Wschodniego.

## II wojna światowa
W 1939 r. Erskine został oficerem sztabu generalnego 1 Dywizji Londyńskiej Armii Terytorialnej. W 1941 r. mianowano go dowódcą 2. batalionu Królewskiego Korpusu Strzelców, który był wówczas częścią 69 Brygady Piechoty i razem z nią wysłana go do Afryki Północnej, gdzie został odznaczony Orderem Wybitnej Służby w 1942 r.. Pełnił funkcję szefa sztabu Brygady w XIII Korpusie, dowodzonym przez gen. Williama Gotta i jego dawnego przełożonego z Królewskiego Korpusu Strzelców, a następnie przez gen. Briana Horrocksa i gen. Milesa Dempseya w 1942 r. Następnie Erskine został awansowany na najniższy stopień generalski 24 stycznia 1943 r. i objął dowództwo nad 7 Dywizją Pancerną. Służył z nią przez resztę kampanii afrykańskiej, a później we Włoszech i w Normandii w latach 1943–1944.
Podczas kampanii normandzkiej w czerwcu i lipcu 1944 r. dowódca brytyjskiej 2 Armii, gen. Miles Dempsey, nie był zachwycony wynikami 7 Dywizji Pancernej, a dowódca VIII Korpusu, gen. Richard O'Connor, uważał jej działania podczas operacji Goodwood za zbyt ostrożne. Wkrótce potem, w trudnym terenie bocage podczas operacji Bluecoat, 7 Dywizja Pancerna nie osiągnęła swoich celów, a Erskine został zwolniony ze stanowiska i zastąpiony przez gen. Geralda Lloyda-Verneya. Pomimo jego średniego występu jako dowódcy polowego, Erskine posiadał cechy, które pomagały mu w innych rolach, a ten wypadek tylko chwilowo pogorszył jego karierę. Erskine został kierownikiem misji SHAEF w Belgii w 1944 r., a następnie dowódcą 43 Dywizji Piechoty (Wessex) w 1945 r.

## Powojenna kariera
Po wojnie Erskine był dowódcą sił brytyjskich w Hongkongu w 1946 r., dowódcą generalnym Armii Terytorialnej w latach 1948–1949 i dowódcą sił brytyjskich w Egipcie w 1949 r. Po powrocie do Wielkiej Brytanii stanął na czele Dowództwa Wschodniego w 1952 r., a rok później został mianowany pełniącym obowiązku szefa Dowództwa Wschodnioafrykańskiego, gdzie był odpowiedzialny za zarządzanie tłumieniem powstania Mau Mau w Kenii i operację Anvil w Nairobi w kwietniu 1954 r. Był szefem Dowództwa Południowego w latach 1955–1958 r., po czym przeszedł na emeryturę. Był honorowym generałem-adiutantem królowej Elżbiety II w latach 1955–1965.
Erskine został Rycerzem Orderu Imperium Brytyjskiego w 1950 r., Rycerzem Orderu łaźni w 1952 r., a wielkim Krzyżem Rycerskim Orderu Łaźni odznaczono go w 1955 r. W latach 1958–1963 Erskine był gubernatorem wojskowym wyspy Jersey.

## Rodzina
Erskine poślubił Ruby de la Rue, córkę Evelyn de la Rue, w 1930 r. Mieli dwóch synów i jedną córkę.